# Bach-Chor St. Gallen
Der Bach-Chor St. Gallen wurde 1944 von Andreas Juon gegründet, der ihn bis 1985 dirigierte. Von 1986 bis 2008 stand der Chor unter der Leitung von Rudolf Lutz, von 2009 bis 2024 leitete ihn Anna Jelmorini. Seit August 2024 leitet Alexandra Schmid den Chor. Der Bach-Chor ist mit derzeit rund 45 Sängerinnen und Sängern einer der bekanntesten Konzertchöre der Ostschweiz.
In seinem Repertoire pflegt der Bach-Chor bedeutende oratorische Werke aus allen Musikepochen wie das Weihnachtsoratorium von Bach, Händels Messias, Haydns Schöpfung und Jahreszeiten, den Elias von Mendelssohn, Verdis Requiem, Brahms’ Deutsches Requiem, Mozarts Requiem oder 2007 Hermann Suters Le Laudi. Auch weniger bekannte Werke werden aufgeführt, so zum Beispiel Michael Tippetts A Child of Our Time – eine St. Galler Erstaufführung im Jahre 1995 – oder Benjamin Brittens Ceremony of Carols und die St. Nicolas Cantata.
2002 wurde das vom Dirigenten Rudolf Lutz komponierte Werk An English Christmas uraufgeführt. Diese Aufführung wurde zusammen mit dem Oratorio de Noël von Camille Saint-Saëns als Livemitschnitt auf einer CD veröffentlicht. 
Als Höhepunkte im Wirken des Chores gelten jeweils die Auftritte im Rahmen der Sinfoniekonzerte in der Tonhalle St. Gallen, mit Werken z. B. von Leoš Janáček und Gustav Mahler, sowie die Jahreskonzerte im November oder Dezember in der St. Galler Laurenzenkirche. Eine Tournee führte den Bach-Chor 2007 durch die Schweiz mit Aufführungen von Haydns Schöpfung in St. Gallen, Schaffhausen, Zürich, Bern und Basel. Die Aufführung in der Tonhalle Zürich wurde am 23. Dezember 2007 von Radio DRS 2 im Rahmen der Sendung «Konzertabend» übertragen.